# Spinogoephanes pauliani
Spinogoephanes pauliani är en skalbaggsart som beskrevs av Stefan von Breuning 1976. Spinogoephanes pauliani ingår i släktet Spinogoephanes och familjen långhorningar.
Artens utbredningsområde är Madagaskar. Inga underarter finns listade i Catalogue of Life.